# Giulio Buonamici
Giulio Buonamici (Firenze, 7 settembre 1873 – Rignano sull'Arno, 9 marzo 1946) è stato un etruscologo e filologo italiano.

## Biografia
Nato a Firenze nel 1873 da Silvio e da Fulvia Bartolini, dopo studi iniziali sulla civiltà egiziana si dedicò prevalentemente all'etruscologia. L'argomento principale dei suoi studi fu la questione della lingua etrusca.
Nel 1920, ottenuta la libera docenza, iniziò presso l'università di Pisa un corso libero di etruscologia. Con la nascita nel 1927 del Comitato permanente per l'Etruria, il Buonamici ne divenne socio effettivo, presidente della sezione "Epigrafia" e membro della redazione di «Studi etruschi». 
Con la trasformazione del Comitato permanente per l'Etruria in Istituto di studi etruschi, il Buonamici mantenne le cariche e restò nel nuovo Consiglio direttivo. Nel 1933 venne nominato socio corrispondente della Pontificia accademia romana di archeologia. 
Morì a Rignano sull'Arno, in provincia di Firenze, il 9 marzo 1946; nel 1947 l'Istituto di studi etruschi acquistò dalla vedova Giocondina d'Alessio i suoi libri e manoscritti. 

### Opere principali
- Il concetto della bellezza e della bontà nei poemi omerici, Roma 1899;
- Il concetto dell'anima presso gli antichi popoli orientali, Pisa 1902;
- Dell'ipotesi più ragionevole intorno alla lingua etrusca e del modo da tenersi per decifrarla, Faenza 1908;
- "Nuovo saggio sulla lingua etrusca", Faenza 1910;
- Sul presente stato dell'etruscologia, Faenza 1914;
- L'Etruria e gli Etruschi: breve esposizione divulgativa, Firenze 1926;
- La dottrina della conoscenza secondo Aristotele e la sua scuola, Pisa 1930;
- Rivista di Epigrafia etrusca, Firenze 1932;
- Il fenomeno così detto della "rideterminazione morfologica" in etrusco di fronte all'indagine epigrafico-combinatoria, Firenze 1934;
- Fonti di storia etrusca tratte dagli autori classici, Firenze 1939.